# الینا ماروچک
الینا ماروچک (اوکراینی: Марущак Аліна Анатоліївна؛ ۶ مارس ۱۹۹۷) وزنه‌بردار اهل اوکراین بود. وی در مسابقات کشوری و بین‌المللی در مجموع برندهٔ 2 مدال طلا شده‌است. 